# Waldgrundschule Hohen Neuendorf
Die Waldgrundschule Hohen Neuendorf ist eine Grundschule im Ortsteil Hohen Neuendorf der Stadt Hohen Neuendorf. Neben ihr existieren im Ortsteil Hohen Neuendorf zwei weitere Grundschulen:
die Grundschule Niederheide
und die private Mosaik-Grundschule Oberhavel.
Die Waldgrundschule trägt ihren Namen aufgrund ihrer Ansiedlung an der Waldstraße in Hohen Neuendorf.
In unmittelbarer Nähe zur Waldgrundschule befindet sich das Marie-Curie-Gymnasium.
Das Schulmotto der Waldgrundschule lautet: „Gemeinsam leben, lernen und lachen“.

## Schule

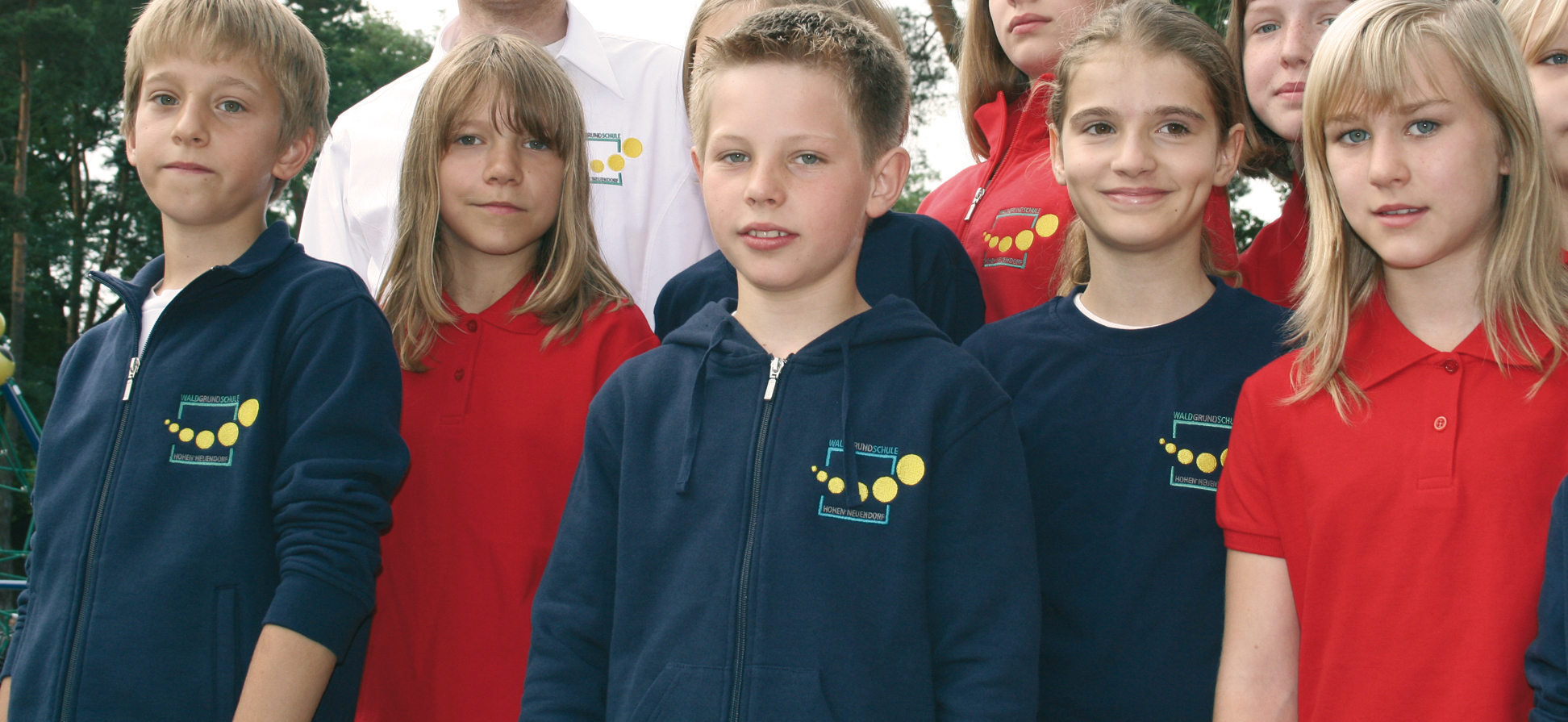
Einführung der freiwilligen Schulkleidung

Die Waldgrundschule umfasst, wie alle Grundschulen in Berlin und Brandenburg, die Klassenstufen 1 bis 6 (siehe auch Primarstufe). Schüler aus Hohen Neuendorf, die bis zum 30. September eines Jahres sechs Jahre alt werden, können in der Waldgrundschule aufgenommen werden.
Etwa  600 Schülerinnen und Schüler besuchen die Waldgrundschule. Sie ist damit die drittgrößte Grundschule im Land Brandenburg. Zurzeit hat die Waldgrundschule 26 Klassen. In ihnen werden durchschnittlich etwa 26 Schüler unterrichtet (51 % Mädchen, 49 % Jungen).
Die Schulaufsicht führt seit dem 1. Oktober 2014 die neu eingerichtete Regionalstelle Neuruppin des Landesamtes für Schule und Lehrerbildung Brandenburg.
An der Schule gibt es Schulkleidung, die freiwillig getragen werden kann.

## Geschichte

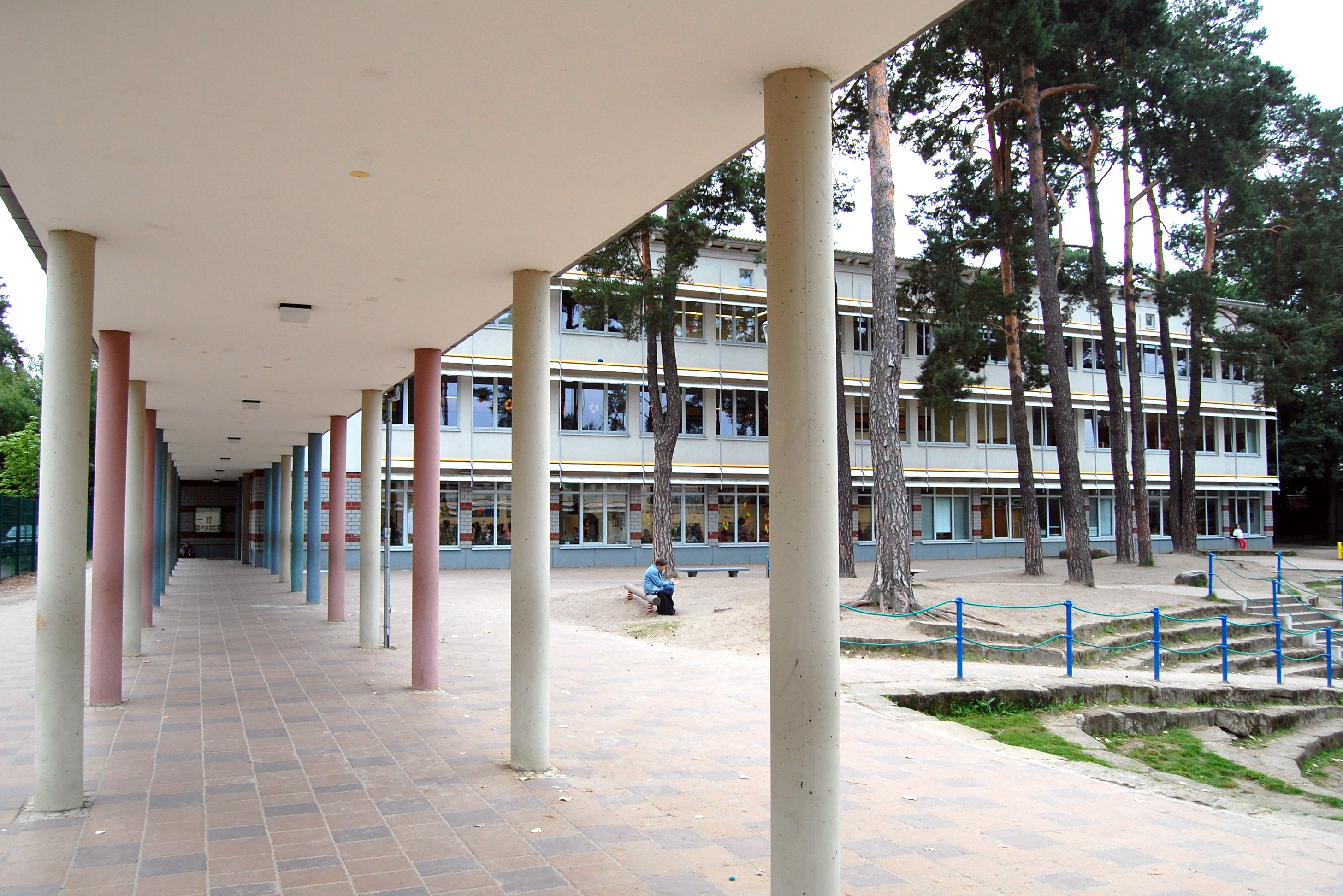
Schulhof und Gebäude B

Bis zur Wiedervereinigung befanden sich auf dem Schulgelände der Waldgrundschule sowie des benachbarten Marie-Curie-Gymnasiums die Polytechnischen Oberschulen POS „Walentina Tereschkowa“ und POS „Käte Agerth“, benannt nach Käte Agerth, der ersten Schulrektorin in Hohen Neuendorf nach dem Zweiten Weltkrieg. 
Die Waldgrundschule Hohen Neuendorf wurde im Jahr 1991 gegründet. Bis zum Jahr 2002 befand sie sich in der Waldstraße 1b in Hohen Neuendorf. Aufgrund ihres Wachstums wurde Ende der 1990er Jahre das Schulgebäude zu klein, sodass auf dem Nachbargrundstück in der Waldstraße 3 ein neues Schulgebäude errichtet wurde, in welches die Schule im Herbst 2002 umzog.
Das starke Wachstum der Schule liegt vor allem im Zuzug von jungen Familien nach Hohen Neuendorf nach der Wende begründet. Zwischen 1991 und 2006 wuchs die Stadt um 30 % auf 22.500 Einwohner.
2008 wurde die Waldschule Grundschule Hohen Neuendorf in Waldgrundschule Hohen Neuendorf umbenannt.
Schulleiter
- 1991–2002: Hanna Kunke
- 2002–2008: Kerstin Soehring (kommissarisch)
- 2008–2022: Holger Mittelstädt[7][8]
- seit 2023: Axel Fischer[9]

## Architektur und Gebäude
Die Waldgrundschule Hohen Neuendorf besteht aus drei unterschiedlichen und miteinander verbundenen Gebäudemodulen. Im sogenannten Gebäude A sind in zwei Stockwerken Verwaltungsräume, ein Speisesaal, eine Schülerbibliothek der Stadt Hohen Neuendorf, sowie Fachräume für den Musik-, Kunst- und Werken-Unterricht untergebracht. Im dreistöckigen Gebäude B befinden sich die Klassenräume, ein Lehrerzimmer, ein Computerraum, sowie eine Reihe von Räumen zur Unterrichtsvorbereitung. Sowohl Gebäude A und B wurden im Jahr 2002 errichtet und stehen parallel zueinander. Im nördlichen Teil des Geländes steht seit 2020 das Gebäude C, dessen Bau bereits im Spätsommer 2018 begann. An der Position des Gebäudes C stand vorher ein kleineres Hortgebäude mit angrenzendem Spielplatz.
Zwischen den drei Gebäuderiegeln befindet sich ein Schulhof mit zahlreichen Spielgeräten, hinter Gebäude B liegt ein kleines Wäldchen, das ebenfalls in den Pausenzeiten genutzt werden kann und seit 2019 einen eigenen Zugang zum Schulgelände bietet. Auf der anderen Straßenseite der Waldstraße steht die sogenannte Stadthalle, die von der Schule als dreiteilige Sporthalle genutzt wird sowie der Rudolf-Harbig-Sportplatz mit 400-m-Bahn.
In unmittelbarer Nähe zur Schule hat die Waldgrundschule einen großen Schulgarten, der vor allem durch die dritten und vierten Klassen bewirtschaftet wird.

## Pädagogische Arbeit

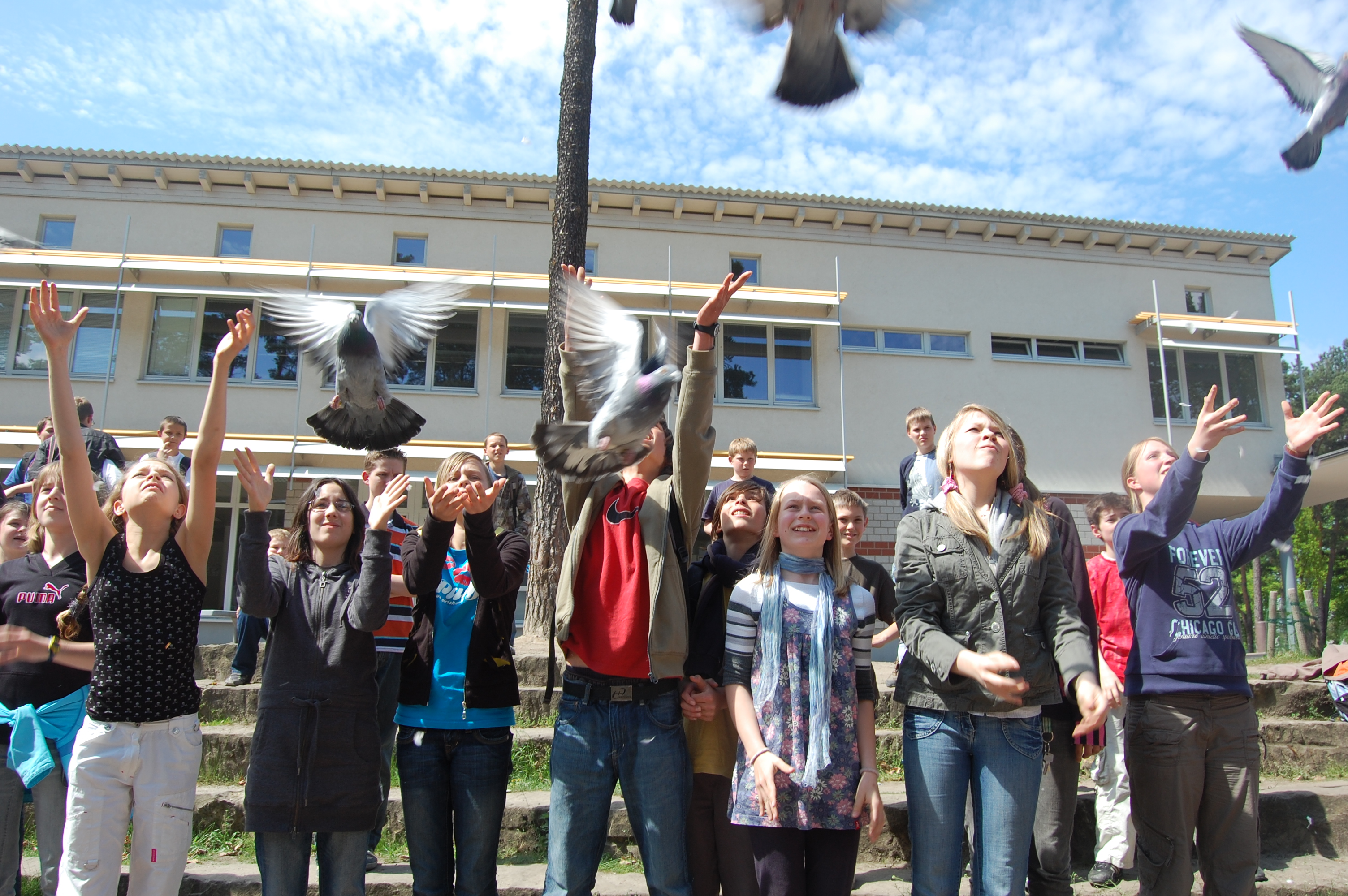
Projekttag „Frieden“ der 6. Klassen

Jedes Schuljahr beginnt in allen Schulklassen mit drei Projekttagen zum Thema Lernen lernen. Hier üben die Schüler ein, wie sie z. B. Texten Informationen unternehmen, Vorträge vorbereiten oder für eine Klassenarbeit lernen.
In Klasse 1 und 2 wird die „Begegnungssprache Englisch“ unterrichtet. Ab Klassenstufe 3 beginnt der reguläre Fremdsprachenunterricht in Englisch. In Klassenstufe 6 besteht die Möglichkeit, innerhalb der Neigungsdifferenzierung die Fremdsprachen Latein und Französisch kennenzulernen.
In Klassenstufe 5 absolvieren ausgewählte Schüler die Ausbildung zum Streitschlichter. Sie arbeiten in Teams zu drei Personen, um bei Konflikten in Pausenzeiten zu vermitteln.
In Klassenstufe 6 werden Schüler zum Verkehrshelfer ausgebildet, um vor Beginn des Unterrichts im Umfeld der Schule Schülern beim Überqueren der Straßen behilflich zu sein.
Als Projekte werden durchgeführt:
- 1. Klasse: Busschule,[12][13] Herbstprojekt
- 2. Klasse: Igelprojekt
- 3. Klasse: Fahrradtraining
- 4. Klasse: Fahrradprüfung, Waldjugendspiele, Potsdam-Exkursion
- 5. Klasse: Waldtag, Europatag,[14] Spreewald-Exkursion
- 6. Klasse: Waldtag, Friedensprojekt.[15]

## Schwerpunkt Sport
Die Waldgrundschule Hohen Neuendorf setzt einen besonderen Schwerpunkt in der sportlichen Förderung. Diese findet sowohl im regulären Unterricht als auch in zahlreichen Arbeitsgemeinschaften, in der Kooperation mit verschiedenen Sportvereinen und bei besonderen Projekten (Crosslauf,
Sponsorenlauf) statt. Darüber hinaus finden regelmäßig gemeinsame Fahrten mit bis zu 150 Schülern zu sportlichen Großereignissen wie beispielsweise den Leichtathletik-Weltmeisterschaften 2009 in Berlin statt.
Folgende Arbeitsgemeinschaften werden im Schuljahr 2009/2010 angeboten:
- Basketball
- Volleyball
- Rugby
- Wettkampfvorbereitung
- Akrobatik
- Yoga
- Judo (gemeinsam mit der Grundschule Bergfelde)

Die Waldgrundschule kooperiert mit folgenden Sportvereinen:
- Alba Berlin[20]
- SV Blau-Weiß Hohen Neuendorf
- SV electronic Hohen Neuendorf
- Rugbyunion Hohen Neuendorf
- FSV Forst Borgsdorf

### Sportliche Erfolge

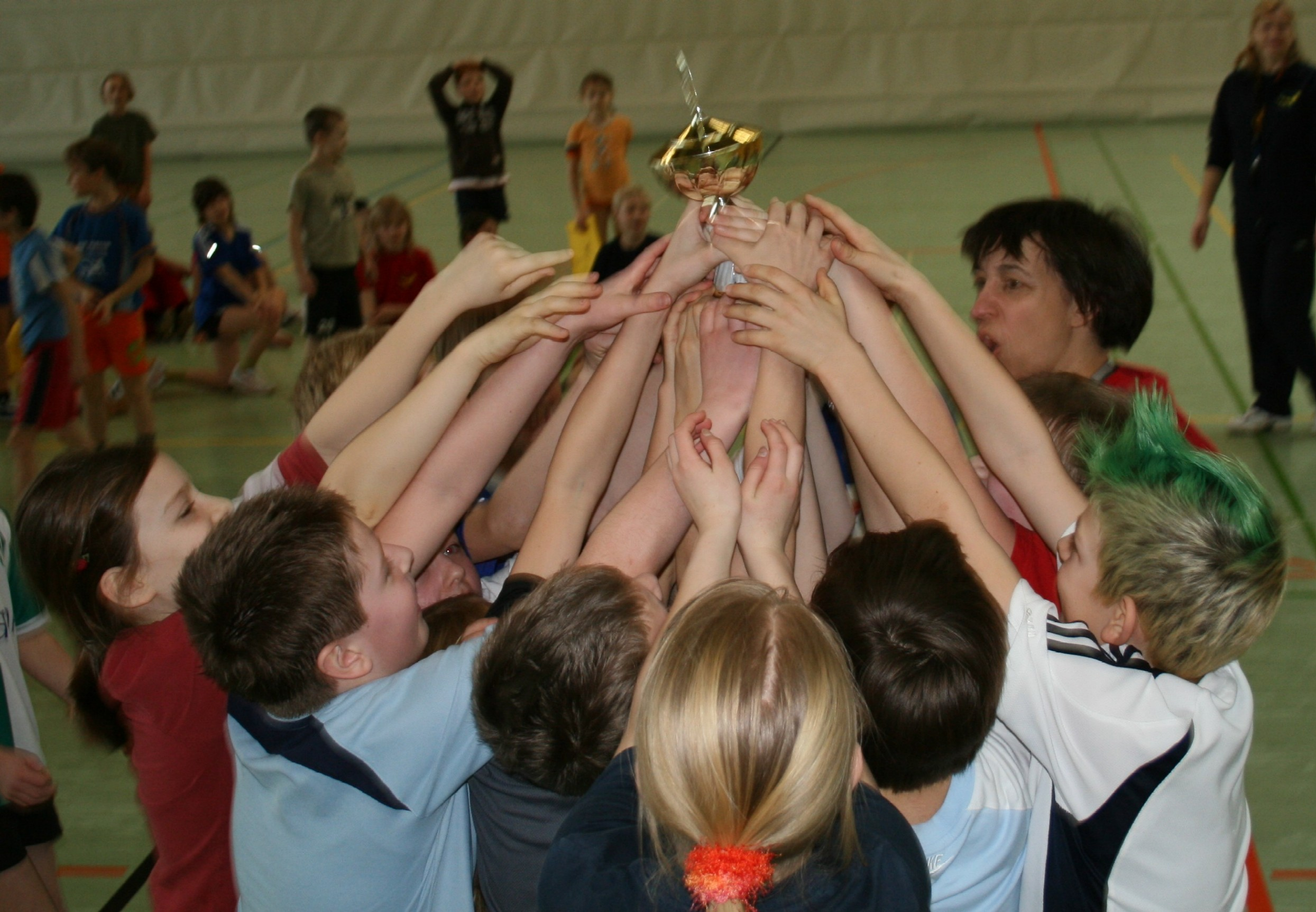
Regionalsieg Zweifelderball 2009

In den letzten Jahren erzielten die Sportler der Waldgrundschule zahlreiche sportliche Erfolge. Die wichtigsten waren:
- Landesmeister Zweifelderball (2007, 2008, 2009, 2013)[21][22]
- Landesmeister DFB-Fußball (2007, 2008)[23]
- Regionalmeister und Kreismeister Fußball (2008, 2009)
- Regionalmeister und Kreismeister Leichtathletik (2008, 2009)

### Sportlichste Schule Brandenburgs 2009 und 2013

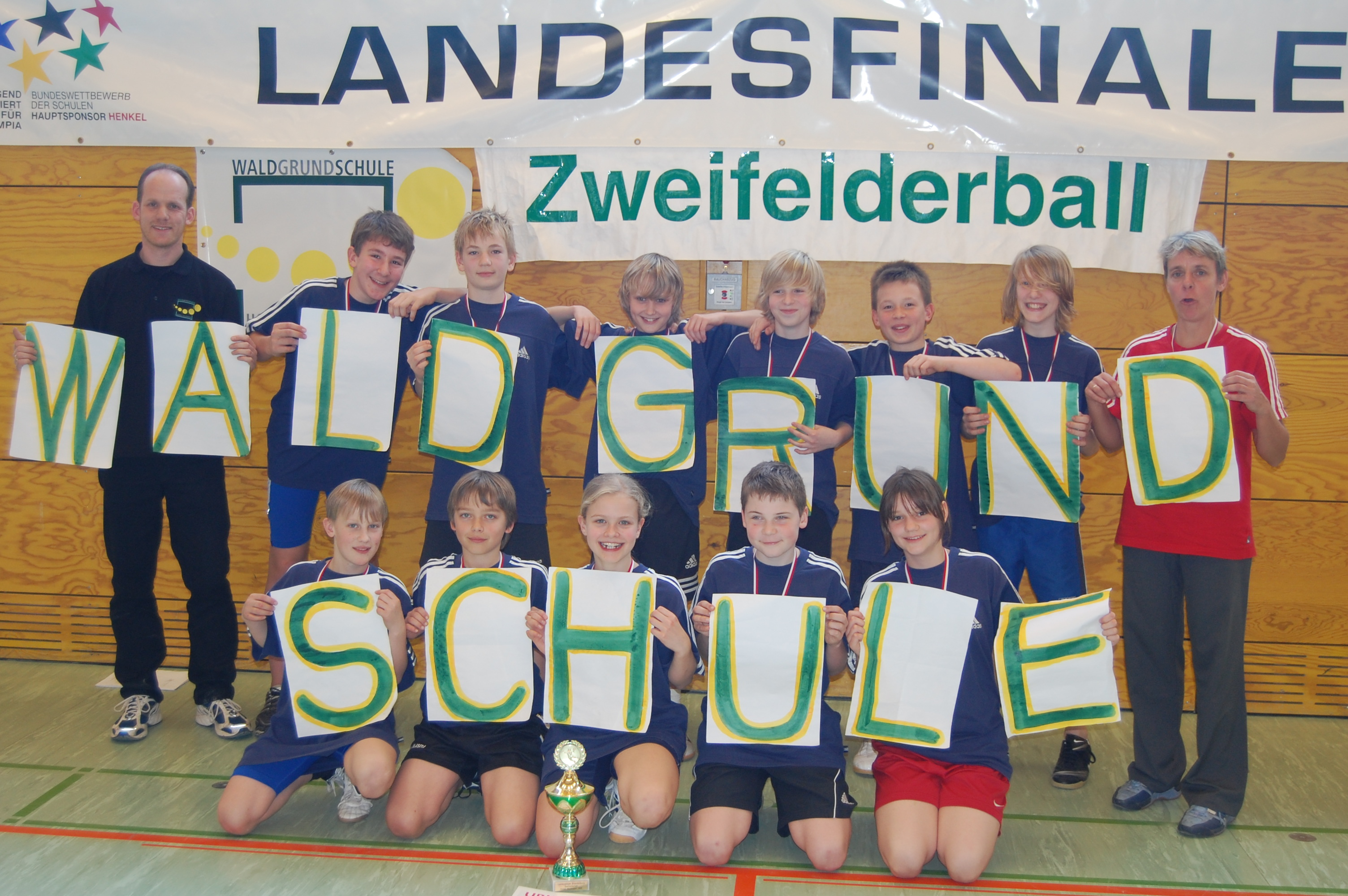
Zum 3. Mal Landesmeister Zweifelderball

Im Jahr 2008 bewarb sich die Waldgrundschule Hohen Neuendorf erstmals um den Titel Sportlichste Schule im Land Brandenburg. Sie erreichte in diesem Wettbewerb Platz 2. Im Jahr 2009 bewarb sich die Schule erneut und erhielt am 11. September 2009 aus der Hand des Brandenburgischen Bildungsministers Holger Rupprecht den Titel sowie einen Scheck über 2.500 Euro für den Ausbau der sportlichen Aktivitäten.
In der Begründung des Ministeriums für Bildung, Jugend und Sport heißt es:

„Im jährlich stattfindenden Wettbewerb des Ministeriums für Bildung, Jugend und Sport überzeugte die Grundschule die Jury unter anderem mit ihrem Engagement beim Wettbewerb ‚Jugend trainiert für Olympia‘. Zudem bietet die Waldgrundschule eine breite Palette von schulsportlichen Aktivitäten und kooperiert eng mit den Sportvereinen in Hohen Neuendorf.“

Im Jahr 2013 wurde die Waldgrundschule erneut mit dem Titel Sportlichste Schule im Land Brandenburg geehrt. Das für Brandenburg einmalige Sportkonzept mit zwei Sport-Klassen und zwei Regulären Klassen je Jahrgangsstufe war ausschlaggebend für die zweite Ehrung.

„Diese Ehrung berücksichtigt Ihr gutes und damit beispielhaftes Konzept des Schulsports, welches sich bereits über einen längeren Zeitraum bewährt hat.“

## Bibliothek
Die Stadtbibliothek Hohen Neuendorf nutzt die Schule, um ihr Angebot im Einzugsbereich der Waldgrundschule der Öffentlichkeit zu ermöglichen.

## Öffentlichkeitsarbeit
Die Waldgrundschule kooperiert mit den regionalen Tageszeitungen Märkische Allgemeine und Oranienburger Generalanzeiger. Dabei gestalten Schüler Angebote für die Zeitungen.
In Informationsveranstaltungen werden Eltern über die Arbeit der Schule und den Bildungsgang ihrer Kinder informiert.
Viermal jährlich unterrichtet die Schule die Öffentlichkeit sowie die Elternschaft mit Hilfe der vierseitigen Schulnachrichten über Veranstaltungen und Termine.
Die Schule wird durch einen Förderverein materiell und personell unterstützt. Dieser wurde 1997 gegründet und besteht bis heute.